# Stuart Baird
Stuart Baird (30 de noviembre de 1948) es un editor, productor, y director de cine inglés, principalmente asociado con películas de acción. Ha editado más de veinte superproducciones.

## Vida y carrera
Baird Ha tenido una estrecha colaboración con el director Richard Donner. Baird fue nominado en 1978 al Oscar al mejor montaje. por Superman y otro en 1988 por Gorilas en la Niebla. Con anterioridad a su relación laboral con Richard Donner, Baird trabajó como director ayudante y editor en proyectos diferentes antes de editar Tommy de Ken Russell. Baird Trabajó con Russell en otras cinco películas: Tommy, Lisztomania, The Devils y Valentino además de ser productor asociado de Un viaje alucinante al fondo de la mente.
Después de  Gorilas en la Niebla y su trabajo con Richard Donner en Arma Letal 2,  aceptó una puesto de editor de dedicación exclusiva en Warner Bros. En 1989. Con Warner Bros. Supervisó la edición de Jungla de Cristal 2 (1990) y Robin Hood: Príncipe de los Ladrones (1991).
Las primeras dos películas que Baird dirigió fueron encargos de Warner Bros, dónde ya le conocían bien: Decisión Crítica (1996), US Marshals (1998), y Star Trek Nemesis (2002). También fue editor y productor ejecutivo de Lara Croft: Tomb Raider (2001).  Pero su fama se debe sobre todo a ser considerado uno de los mejores montadores de la industria del cine. 

## Trabajos

### Montaje
- The Devils (1971) (as assistant Film editor)
- Tommy (1975)
- Lisztomania (1975)
- La Profecía (1976)
- Superman: The Movie (1978)
- Valentino (1977)
- Outland (1981)
- Cinco Días Un Verano (1982)
- The Honorary Consul (1983)
- Revolution (1985)
- Ladyhawke (1985)
- Arma Letal (1987)
- Gorilas en la Niebla (1988)
- Tango y Cash (1989)
- Arma Letal 2 (1989)
- Duro de matar 2 (1990)
- El Último Boy Scout (1991)
- Radio Flyer (1992)
- Demolition Man (1993)
- Maverick (1994)
- Decisión Crítica (1996)
- Star Trek: Nemesis (2002)
- La leyenda del Zorro (2005)
- Superman II: The Richard Donner Cut (2006)
- Casino Royale (2006)
- En el punto de mira (2008)
- Whiteout (2009)
- Al Límite (2010)
- Salt (2010)
- Linterna Verde (2011)
- Skyfall (2012)
- Bitter Harvest Director de Fotografía (2016)

### Director
- Decisión Crítica (1996)
- US Marshals (1998)
- Star Trek: Nemesis (2002)

### Productor
- If.... (1969)
- Un viaje alucinante al fondo de la mente (1980)
- Ladyhawke (1985) también como 2nd director
- Scrooged (1988) en Posproduccion consultant
- Robin Hood: Prince of Thieves (1991)
- Lara Croft: Tomb Raider (2001) Productor ejecutivo
- Bitter Harvest (2016)

## Premios y nominaciones
Premios Óscar
| Año  | Categoría     | Película             | Resultado |
| ---- | ------------- | -------------------- | --------- |
| 1979 | Mejor montaje | Superman: The Movie  | Nominado  |
| 1989 | Mejor montaje | Gorilas en la niebla | Nominado  |

- 1988: Gorillas in the Mist: The Story of Dian Fossey (nominado)

American Cinema Editors
- Baird es miembro del American Cinema Editors.
- 1978: Eddie Award a Mejor Montaje — Superman: The Movie (nominado)
- 2006: Eddie Award a Mejor Montaje — Casino Royale (nominado)
- 2012: Eddie Award for a Mejor Montaje — Skyfall (nominado)

British Academy Film Awards
- 2006: BAFTA Award for Film Award Best Editing — Casino Royale (nominatdo)
- 2012: BAFTA Award for Film Award Best Editing — Skyfall (nominado)